# Пол Кіпкоеч
Пол Кіпкоеч (англ. Paul Kipkoech; нар. 6 січня 1963 — пом. 16 травня 1995) — кенійський легкоатлет, який спеціалізувався в бігу на довгі дистанції.

## Спортивні досягнення
Фіналіст (5-е місце) бігу на 5000 метрів на Олімпіаді-1984.
Чемпіон світу з бігу на 10000 метрів (1987). Фіналіст (9-е місце) чемпіонату світу з бігу на 5000 метрів (1983).
Володар повного комплекту нагород на чемпіонатах світу з кросу в командному заліку — золото (1986, 1987, 1988, 1990), срібло (1985) та бронза (1983).
Бронзовий призер чемпіонату Африки з бігу на 10000 метрів (1985).
Чемпіон Африканських ігор з бігу на 5000 та 10000 метрів (1987).